# InterAction Studios
InterAction Studios là công ty đã thực hiện nhượng quyền thương hiệu Chicken Invaders, có trụ sở tại Athens, Hy Lạp. Công ty đã thành lập từ năm 1992 bởi Konstantinos Prouskas và sử dụng Ultra VGA Engine để tạo ra các trò chơi của mình. Trò chơi của hãng đã được phát hành trên nhiều nền tảng khác nhau, bao gồm Windows, OS X, Linux, Android, iOS và Windows Phone và đã được tải xuống hàng triệu lần. Ngoài Chicken Invaders, họ còn thực hiện các trò chơi khác, chẳng hạn như Piggly, Loco, Smileyville, Christmas Eve Crisis và Island Wars.

## Các trò chơi (đã phát hành)[5]
- Chicken Invaders (1997-)

- Piggly (1994-2009)
- Island Wars (1999-2004)
- Radar Wars (1990-1997)
- Loco (2005-2006)
- Chrismas Eve Crisis (2009)
- Smileyville (2005)
- BattleTank (1994)

Ngoài những tựa game kể trên, InterAction Studios còn tạo ra rất nhiều các tựa game khác, nhưng chúng đếu không được phát hành.

## Một số thông tin về InterAction Studios
- Ban đầu, công ty được gọi là "InterAction Software". Điều này đã được thay đổi vào tháng 7 năm 2002 để làm cho nó khác với các công ty khác có "InterAction" trùng với tên của họ.[6]
- Năm 2017 là năm đầu tiên không có bất kỳ bản phát hành thích hợp nào kể từ Chicken Invaders: The Next Wave năm 2002, do một trò chơi mới bị hủy. Những năm tiếp theo sau năm 2018 cũng không có bất kỳ bản phát hành mới nào, với Chicken Invaders Universe đòi hỏi toàn bộ sự tập trung.[6]
- Trong suốt những năm 90, InterAction Studios đã tạo ra rất nhiều trò chơi cho MS-DOS, nhưng chỉ có ba trò chơi trong số đó được phát hành công khai. Các trò chơi đã được phát hành đã có sẵn trên trang web của họ cho đến năm 2011 (cùng với việc phát hành phiên bản làm lại của CI2) và vẫn có sẵn thông qua các liên kết tải xuống trực tiếp.[6]
- Vào ngày 08/11/2021, InterAction Studios thông báo họ sẽ ngừng hỗ trợ những tựa game của họ cho hệ điều hành Linux do thị trường không đủ quan tâm và những chi phí bảo trì ngày càng tăng[7]

Nguyên văn đoạn thông báo của InterAction Studios (đã được phiên dịch sang Tiếng Việt):
"Sau nhiều lần cân nhắc và nặng lòng, chúng tôi đã ngừng cung cấp tất cả các trò chơi Linux do thị trường không đủ quan tâm và chi phí bảo trì ngày càng tăng. Bạn vẫn có thể tải xuống các phiên bản đã phát hành cuối cùng của chúng, nhưng kể từ tháng 11 năm 2021, chúng không được hỗ trợ và sẽ không còn được cập nhật. Nếu bạn đang sử dụng Steam, đừng quên rằng bạn vẫn có thể thưởng thức các trò chơi bằng Proton!"
- Do một số vấn đề, vào ngày 12/05/2021, tất cả các tựa game của InterAction Studios đã bị xóa vĩnh viễn khỏi cửa hàng Google Play trên hệ điều hành Android.[9]

Nguyên văn đoạn thông báo của InterAction Studios (đã được phiên dịch sang Tiếng Việt):
"Tất cả các trò chơi Android của chúng tôi tạm thời không khả dụng do Google đã quyết định chấm dứt tài khoản của chúng tôi một cách đơn phương và không công bằng. Chúng tôi đã kháng nghị quyết định này, nhưng có thể mất vài ngày hoặc vài tuần cho đến khi vấn đề được giải quyết. Chúng tôi sẽ đăng bất kỳ sự phát triển nào ở đây.
CẬP NHẬT: Google đã từ chối kháng nghị của chúng tôi, vì vậy các trò chơi đã bị xóa vĩnh viễn."

## Logo
| Logo | Năm sử dụng    | Ghi chú |
| ---- | -------------- | --- |
|      | 1992-1993      | Đây là logo đầu tiên của InterAction, thường được sử dụng như những quả trứng Phục sinh hơn là trong phần giới thiệu trò chơi. Nó giống chữ 'A' với phần bên trái được cắt ra để giống chữ 'i', tạo thành 'iA'. Nó đã được sử dụng trong các trò chơi đầu tiên của họ được viết bằng Quick Basic, bao gồm cả Tom Risk và Radar Wars Gold. |
|      | 1994           | Phiên bản này sử dụng thiết kế logo giống với phiên bản hiện tại hơn, với chữ A được lật và phần giữa được kéo dài. Logo cùng với chú thích "INTERACTION s o f t w a r e" được khắc trên một hình vuông bằng đá. Nó đã được sử dụng trong các trò chơi VGA Engine, bao gồm cả BattleTank. Phiên bản này là một trong ba phiên bản sử dụng hiệu ứng âm thanh. Điều này đặc biệt đóng vai trò phô trương. |
|      | 1995-1998      | Phiên bản này của logo loại bỏ hình vuông bằng đá và thay đổi phông chữ của chú thích, bây giờ là "InterAction s o f t w a r e". Logo này là logo duy nhất trong đó phần 'iA' được vẽ hoạt hình. Nó được sử dụng trong các trò chơi UVE32 và có lẽ là cả các trò chơi UVE ++. |
|      | 7/1999-11/2002 | Phông chữ đã được thay đổi một lần nữa thành Impact. Phần 'iA' hiện phát sáng và không còn hoạt ảnh nữa. Nó cũng được vẽ khác một chút, với phần giữa được kết nối nhiều hơn, dấu chấm ở trên 'i' được rút ngắn và gradient được áp dụng khác. Ngoài ra còn có một điểm lấp lánh gần chú thích. Nó được sử dụng trong các trò chơi UveDX đầu tiên, bao gồm các phiên bản đầu tiên của Chicken Invaders (DX VERSION) và Island Wars!. Phiên bản này là một trong ba phiên bản sử dụng âm thanh. Đặc biệt logo này sử dụng hiệu ứng âm thanh khởi động của hệ điều hành OS/2. |
|      | 12/2002-1/2011 | Phần 'iA' đã được di chuyển một chút sang bên phải, trong khi chú thích đã thay đổi phông chữ của nó, bây giờ nó là 'InterAction S T U D I O S'. Điều này nhằm tránh bị nhầm lẫn với các công ty khác có tên tương tự. Nó được sử dụng trong các trò chơi UveDX sau này, bao gồm các phiên bản sau của Chicken Invaders (DX VERSION), Island Wars !, và các phiên bản trước UveDX8 của The Next Wave. Phiên bản này là một trong ba phiên bản sử dụng hiệu ứng âm thanh. Nó sử dụng cùng một hiệu ứng âm thanh khởi động như trước đó.                                      |
|      | 7/2004-2014    | Phần 'iA' đã được di chuyển một chút xuống dưới, với ánh sáng nhỏ hơn. Một biểu tượng bản quyền đã được thêm vào. Được sử dụng trong mọi trò chơi UveDX8 và UveXX, cũng như một số phiên bản UveUDX có độ nét tiêu chuẩn. |
|      | 2014-          | Chất lượng kết xuất cao hơn của biểu trưng trước đó, với các vùng tối hơn và biểu tượng bản quyền bị xóa. Được sử dụng trong hầu hết các trò chơi hoạt động trên UveUDX, cũng như tất cả các trò chơi hoạt động trên UveUDX9 và Uve++ 11. |